# 池田喜通
池田 喜通（いけだ よしみち）は、江戸時代後期の寄合旗本、大名。播磨国福本藩主。

## 来歴
文政11年6月21日（1828年8月1日）、福本を知行する交代寄合6000石の6代当主・池田喜長の子として誕生。
天保7年（1836年）9月に家督を継いで交代寄合となる。安政2年（1855年）に領校「乾々館」を開き、文久3年（1863年）の生野の変鎮圧や元治元年（1864年）の第一次長州征討に参加して功績を挙げている。慶応4年（1868年）の戊辰戦争では、新政府軍に協力して姫路藩攻めに参加した。
慶応4年（1868年）6月20日、本家の因幡国鳥取藩から蔵米3500石を与えられたことで、石高直しにより都合1万573石となったため大名に列した。しかし直後の7月10日に死去した。享年41。跡を子の喜延（徳潤）が継いだ。

## 系譜
- 父：池田喜長（?-1836）
- 母：不詳
- 正室：池田道一の娘
- 継室：フチ - 奥平昌高の娘
- 生母不明の子女
  - 男子：池田徳潤（1847-1929）